# クル族

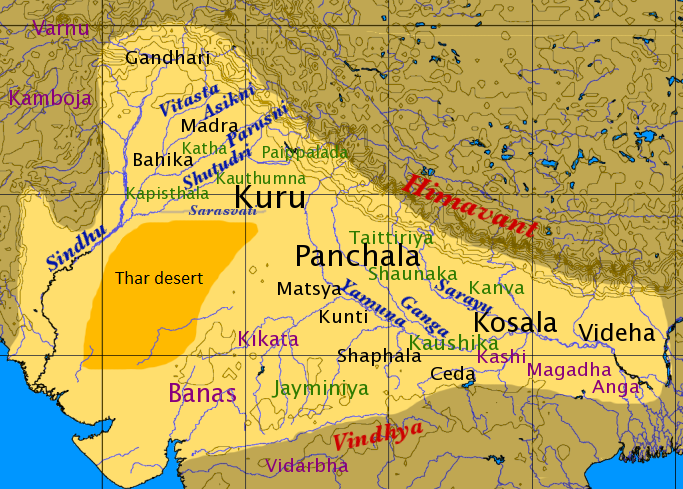
クル族が領域を固定化した地域（クル国）

クル族（クルぞく、サンスクリット語 कौरव Kaurava, 「クル कुरु Kuru の子孫」の意）は、古代インドの文献に現れる、インド・アーリア人の一部族の名称。
十王戦争に勝利したバラタ族は、インド・アーリア人の諸部族における覇権を確立した。そして次第に、十王戦争において戦った相手であるプール族と融合し、支配階層を形成して、クル族と呼ばれるようになったのである。

## 後期ヴェーダ時代
クル族は次第に領域を固定化して、その領域はクル国（あるいはクルクシェートラ）と呼ばれるようになり、ブッダの時代には十六大国のひとつに数えられるようになっていった。パンチャーラ族とも連携し、ガンジス川流域に支配を広げていった。
『リグ・ヴェーダ』の編纂はクル族の指導下で始まったと考えられ、鉄器を最初に用い始めた部族でもあると考えられている。鉄への言及は、「黒い金属」として、『アタルヴァ・ヴェーダ』に最初に見られるが、『アタルヴァ・ヴェーダ』はクル族（あるいはクル国）の王パリークシタの名も挙げている。また、ブラーフマナには、パリークシタの息子であるジャナメージャヤ王の名も見られる。

## 『マハーバーラタ』に於ける記述
クル族（カウラヴァ）はインドの叙事詩『マハーバーラタ』の物語の中心となる一族である。パーンダヴァと対比される場合は、盲目王ドゥリタラシュートラとガーンダーリーとの間に生まれた100人の王子を指す。長男のドゥルヨーダナを首領とし、次男のドゥフシャーサナや、叔父のシャクニ、御者の息子カルナなどが中心となって、パーンダヴァと激しく対立した。
ドゥルヨーダナは、パーンダヴァを罠にはめて謀殺しようとした。さらに正式に継承された彼らの王国を詐欺を使った賭博によって奪い取り、森に追放した。これが原因で、王国の返還を求めるパーンダヴァとの間に戦争が起こり、カウラヴァはクルクシェートラの戦いで全滅した。